# Ulice bez jutra/Czarny kruk
Ulice bez jutra/Czarny kruk – minialbum/maxi singel zapowiadający nowy album białostockiego rapera Piha. Na płycie znajduje się aż 19 pozycji w tym dwa najnowsze utwory Piha pochodzące ze zbliżającej się płyty Kwiaty zła, remiksy, instrumentalne, a capelle oraz 6 utworów w większości nie publikowanych dotąd, które Pih nagrał gościnnie na płyty swoich znajomych.

## Lista utworów
1. "Ulice bez jutra" (wersja oryginalna)
2. "Ulice bez jutra" (wersja oryginalna instrumental)
3. "Ulice bez jutra" (acapella)
4. "Ulice bez jutra" (RX Remix)
5. "Ulice bez jutra" (RX Remix Instrumental)
6. "Czarny kruk (złapany w zamkniętym rozdziale życia)" (Wersja oryginalna)
7. "Czarny kruk (złapany w zamkniętym rozdziale życia)" (Wersja Oryginalna Instrumental)
8. "Czarny kruk (złapany w zamkniętym rozdziale życia)" (Acapella)
9. "Czarny kruk (złapany w zamkniętym rozdziale życia)" (101 Decybeli Remix)
10. "Czarny kruk (złapany w zamkniętym rozdziale życia)" (101 Decybeli Remix Instrumental)
11. "Czarny kruk (złapany w zamkniętym rozdziale życia)" (RX Remix)
12. "Czarny kruk (złapany w zamkniętym rozdziale życia)" (RX Remix Instrumental)
13. 4P i Onil gośc. Pih – "Nie mów mi co mam robić"
14. Emo gośc. Pih – "Nie potrzebuje być kimś kim nie jestem"
15. Juree gośc. Pih – "Dawaj hajsy II" (Kamel Remix)
16. Kama gośc. Pih, 1z2 – "Właśnie tu" (Beztwarzy Remix)
17. Kama gośc. Pih, 1z2 – "Właśnie tu" (Teka Remix)
18. Borixon gośc. Pih – "Czas leci" (Guti Remix)
19. Pih, Ede (Fabuła), Spec (D.W.A.) – "997"